# 红色权利报
红色权利报（捷克語：Rudé právo）是捷克斯洛伐克共产党中央委员会机关报。

## 概述
1920年9月21日创刊，称《人民权利报》，是当时的左翼社会民主党机关报。1921年5月18日，捷克斯洛伐克共产党成立后成为中央委员会机关报。二战期间，转入地下秘密出版，二战结束后公开出版。1990年11月，捷共十八大决议，《红色权利报》不再作为捷共中央的机关报。